# Necydalopsini
Los necidalopsinos (Necydalopsini) son una  tribu de coleópteros polífagos crisomeloideos de la familia Cerambycidae.

## Géneros
Tiene los siguientes géneros:
- Abaiba Martins & Napp, 2007
- Austronecydalopsis Barriega & Cepeda, 2007
- Conopogaster Fairmaire, 1899
- Eucharassus Bates, 1885
- Lissozodes Bates, 1870
- Necydalopsis Blanchard in Gay, 1851
- Neozodes Zajciw, 1958
- Ozodes Audinet-Serville, 1834
- Parepimelitta Bruch, 1918
- Piruapsis Galileo & Martins, 2006
- Saltanecydalopsis Barriga & Cepeda, 2007
- Sthelenus Buquet, 1859